# Rhodostrophia peripheres
Rhodostrophia peripheres là một loài bướm đêm trong họ Geometridae.